# چهره بامزه
چهره بامزه (انگلیسی: Funny Face) (اکران در ایران: چهره زیبا) یک فیلم موزیکال در سبک کمدی رمانتیک به کارگردانی استنلی دانن است که در سال ۱۹۵۷ منتشر شد.
این فیلم اگرچه با یک تئاتر موزیکال قدیمی که در برادوی و با حضور فرد آستر در سال ۱۹۲۷ اجرا شده بود، همنام است، اما موضوع و فیلمنامه‌اش به‌کلی با آن نمایش، متفاوت است.

## خلاصه داستان
«جو استاکتن» (هپبرن) دختر روشنفکری است که در یک کتاب فروشی در گرینویچ ویلیج کار می‌کند و دنیای مد را حقیر می‌داند. اما بعد به انگیزهٔ ملاقات با فیلسوفی اگزیستانسیالیست به نام «امیل فلوستر» (اوکلر) در پاریس، حاضر می‌شود مدل یک مجلهٔ مد شود…

## جوایز
این فیلم کاندیدای ۴ اسکار (کاندیدای اسکار بهترین طراحی لباس-کاندیدای اسکار بهترین طراحی هنری-کاندیدای اسکار بهترین فیلمبرداری-کاندیدای اسکار بهترین نویسندگی) در سال ۱۹۵۸ شد.

## بازیگران
- آدری هپبورن
- فرد آستر
- میشل اوکلر
- روتا لی
- سوزی پارکر
- ویرجینیا گیبسون
- دوروثیا والبرت
- کِی تامپسون
- رابرت فلمینگ
- داویما
- سانی هارنت
- ژان دل وال